# Archidoris odhneri
Archidoris odhneri är en snäckart som först beskrevs av Frank Mace MacFarland 1966.  Archidoris odhneri ingår i släktet Archidoris och familjen Archidorididae. Inga underarter finns listade i Catalogue of Life.